# Tomice (Oberglogau)
Tomice (deutsch Thomnitz, auch Tomnitz) ist eine Ortschaft in Oberschlesien. Tomice liegt in der Gemeinde Oberglogau (Gmina Głogówek) im Powiat Prudnicki (Kreis Neustadt O.S.) in der polnischen Woiwodschaft Opole.

## Geographie

### Geographische Lage
Das Straßendorf Tomice liegt fünf Kilometer südlich vom Gemeindesitz Oberglogau (Głogówek), 23 Kilometer östlich von der Kreisstadt Prudnik (Neustadt O.S.) und 46 Kilometer südlich von der Woiwodschaftshauptstadt Opole (Oppeln). Der Ort liegt in der Nizina Śląska (Schlesische Tiefebene) innerhalb der Płaskowyż Głubczycki (Leobschützer Lößhügelland). Durch den Ort führt die Woiwodschaftsstraße Droga wojewódzka 416.

### Nachbarorte
Nachbarorte von Tomice sind im Norden der Oberglogauer Stadtteil Głogowiec (Glöglichen ), im Südosten Góreczno (Bergvorwerk) und im Südwesten Szonów (Schönau).

## Geschichte
Der Ort wurde 1282 erstmals als Thomicz urkundlich erwähnt. Der Ortsname leitet sich vom Gründer Thomas ab.
Nach dem Ersten Schlesischen Krieg 1742 fiel Thomnitz mit dem größten Teil Schlesiens an Preußen.
Bis 1816 gehörte Thomnitz ursprünglich zum Neustädter Kreise. Nach der Neuorganisation der Provinz Schlesien gehörte die Landgemeinde Thomnitz ab 1816 zum Landkreis Leobschütz im Regierungsbezirk Oppeln. In 1845 bestanden im Dorf ein Vorwerk (Bergvorwerk) und 20 Häuser. Im gleichen Jahr lebten in Thomnitz 143 Menschen, davon 3 evangelisch. 1874 wurde der Amtsbezirk Gläsen gegründet, welcher die Landgemeinden Berndau, Gläsen, Schönau und Thomnitz und die Gutsbezirke Berndau und Gläsen umfasste.
Bei der Volksabstimmung in Oberschlesien am 20. März 1921 stimmten in Thomnitz 111 Personen für einen Verbleib bei Deutschland und 0 für Polen. Thomnitz verblieb wie der gesamte Stimmkreis Leobschütz beim Deutschen Reich. Am 12. Juni 1936 erfolgte die Umbenennung des Ortes in Thomas O.S. Am 1. April 1937 wurde Thomas O.S. nach Schönau eingemeindet.
1945 kam der bisher deutsche Ort unter polnische Verwaltung und wurde in Tomice umbenannt und der Woiwodschaft Schlesien angeschlossen. 1950 kam Tomice zur Woiwodschaft Oppeln und seit 1999 gehört er zum Powiat Prudnicki.

## Sehenswürdigkeiten und Denkmale

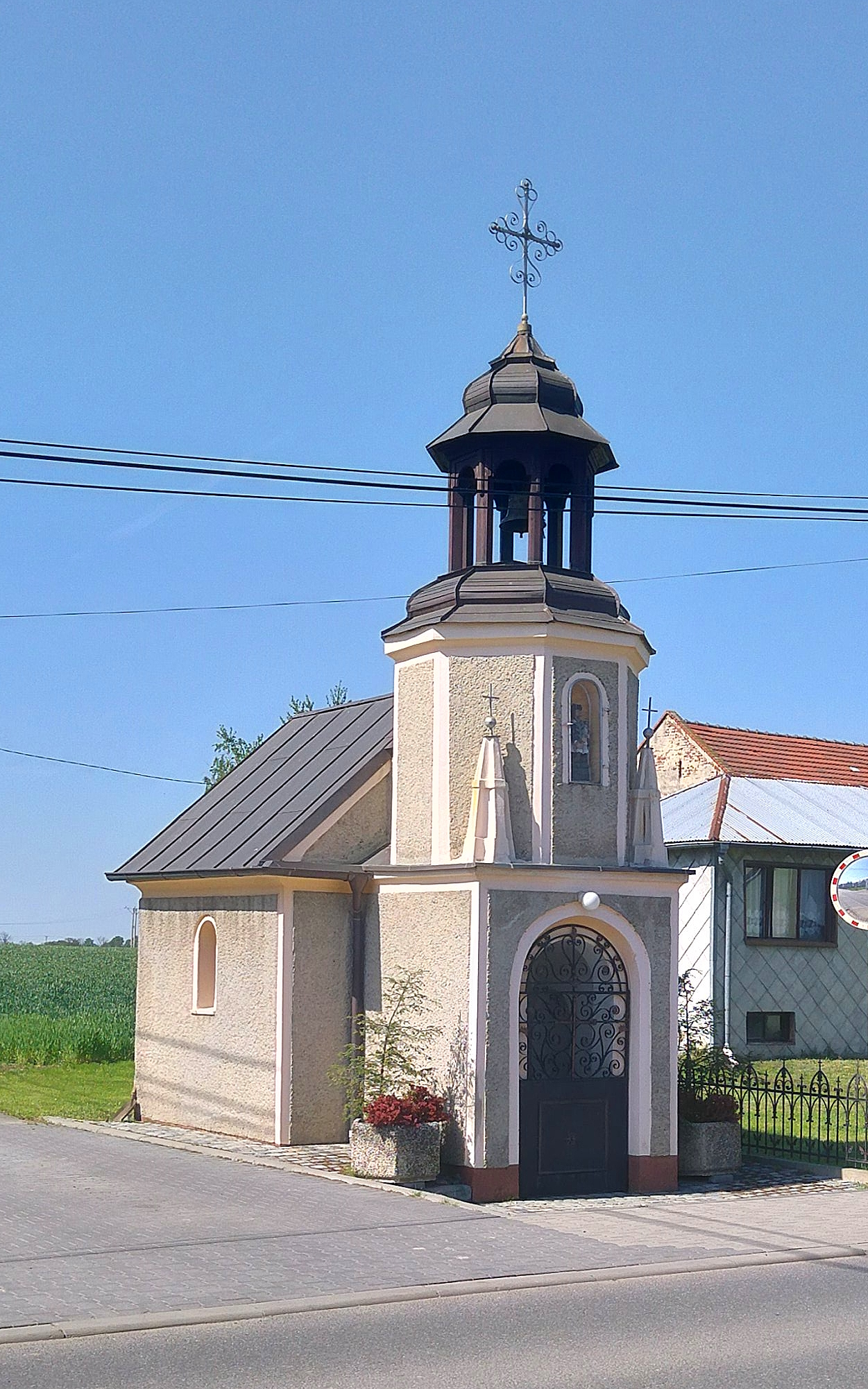
Johanneskapelle

- Römisch-katholische Johanneskapelle (poln. Kaplica św. Jana)
- Gutshaus Thomnitz